# Sittichok Paso
Sittichok Paso (thailändisch สิทธิโชค ภาโส, * 28. Januar 1999 in Samut Prakan), auch als Ya bekannt, ist ein thailändischer Fußballspieler.

## Karriere

### Verein
Sittichok Paso erlernte das Fußballspielen in der Jugendmannschaft des Erstligisten Chonburi FC in Chonburi. Hier unterschrieb er 2014 auch seinen ersten Profivertrag. 2014 wurde er nach Si Racha an den Zweitligisten Sriracha FC, das nur wenige Kilometer von Chonburi entfernt liegt, ausgeliehen. Zu Phanthong FC, einem Drittligisten, wurde er im Jahr 2015 ausgeliehen. Phanthong ist ebenfalls nicht weit von Chonburi entfernt. 2017 wechselte er für ein Jahr per Ausleihe nach Japan. Hier lief er fünfmal für den in der dritten Liga spielenden Kagoshima United FC auf. Nach der Ausleihe kehrte er nach Thailand zu seinem Stammverein Chonburi zurück. Im August 2020 lieh ihn Ligakonkurrent Trat FC aus. Für den Verein aus Trat absolvierte er neun Erstligaspiele. Ende 2020 kehrte er nach Chonburi zurück. Ende Mai 2021 wechselte er wieder auf Leihbasis nach Japan. Hier spielte er bis Saisonende für den Zweitligisten FC Ryūkyū. Viermal kam er in der zweiten Liga zum Einsatz. Nach der Ausleihe kehrte er Ende 2021 wieder nach Chonburi zurück. Im Januar 2022 wurde bekannt, dass Paso ein weiteres Jahr an den japanischen Verein ausgeliehen wird. Dort kam er allerdings nur noch zu einem weiteren Kurzeinsatz am 18. Spieltag gegen Omiya Ardija und stieg mit dem Verein am Ende der Spielzeit in die dritte Liga ab. Nach insgesamt fünf Ligaspielen kehrte er im Januar 2023 nach Thailand zurück. Ein Jahr später wechselte er im Januar 2024 auf Leihbasis zum Zweitligisten Pattaya United FC. Für den Verein aus dem Seebad Pattaya bestritt er zehn Ligaspiele. Nach der Ausleihe kehrte er nach Chonburi zurück. Bei dem Erstligaabsteiger wurde sein Vertrag nicht verlängert. Im Juli 2024 nahm ihn der Zweitligist Trat FC als Leihspieler unter Vertrag. Nach 15 Ligaspielen wurde sein Leihvertrag im Dezember 2024 nicht verlängert und er kehrte nach Chonburi zurück. Im Januar 2024 wurde er an den Zweitligisten Suphanburi FC verliehen. Am Ende der Saison 2024/25 musste er mit Suphanburi in die dritte Liga absteigen. Nach dem Abstieg verließ er den Verein und wechselte im Sommer 2025 auf Leihbasis zum Erstligisten Nakhon Ratchasima FC.

### Nationalmannschaft
2014 spielte Kritsada Kaman fünfmal in der U-16-Nationalmannschaft. Von 2016 bis 2018 spielte er 13 Mal für die thailändische U-19-Auswahl. Ab 2017 lief er fünf Jahre lang in unregelmäßigen Abständen auch für die U-23-Nationalelf auf und erzielte dabei in einem Testspiel gegen China einen Treffer.